# Убийство в лунном свете
«Убийство в лунном свете» (англ. Murder on the Moon, также известен как Murder By Moonlight) — американский фантастический фильм режиссёра Майкла Линдсея-Хогга.

## Сюжет
После ядерной войны на Земле в 2005 году СССР и США создают базы на Луне для разработок тираниума. Когда на базе в 2015 году происходит убийство израильтянина Элазара, исследователи из обеих стран вынуждены вести расследование вместе. На Луну отправляются лейтенант Мэгги Барток и майор Степан Григорьевич Кириленко...

## В ролях
| Актёр             | Роль             |
| ----------------- | ---------------- |
| Бригитта Нильсен  | Мэгги Барток     |
| Джулиан Сэндс     | Степан Кириленко |
| Джеральд Макрейни | Деннис Хафф      |
| Джейн Лапотейр    | Луиза Маки       |
| Брайан Кокс       | Воронов          |
| Селия Имри        | Пэтси Диль       |
| Майкл Шэннон      | Иванов           |
| Бервик Калер      | доктор Трифонов  |
| Томаш Борковы     | Сорокин          |
| Рикко Росс        | Альварадо        |